# Gare de Ouled Ali
La gare de Ouled Ali est une gare ferroviaire algérienne située sur le territoire de la commune de Aïn El Berd, dans la wilaya de Sidi Bel Abbès.

## Situation ferroviaire
Établie à une altitude de 470,000 m,, la gare est située au point kilométrique (PK) 22,710 de la ligne de Oued Tlelat à Béchar, où elle est précédée de la gare de Djeniene Meskine et suivie de celle de Aïn El Berd.
| \| Ouled Ali Aïn El Berd Sidi Bel Abbès Tabia Moulay Slissen Redjem Demouche \| Localisation de la gare d'Ouled Ali dans la wilaya de Sidi Bel Abbès. |
| Ouled Ali Aïn El Berd Sidi Bel Abbès Tabia Moulay Slissen Redjem Demouche                                                                             |

## Service des voyageurs

### Dessertes
La gare d'Ouled Ali est desservie par les trains régionaux des liaisons :
- Oran - Sidi Bel Abbès[3] ;
- Oran - Tlemcen[4].